# ジョー・アレクサンダー
ジョー・アレクサンダー（Joe Alexander, 1986年12月26日 - ）はアメリカ合衆国のバスケットボール選手。出生地は台湾の高雄市。出身大学はウェストバージニア大学。

## 経歴

### 生い立ち
父親の仕事の関係で台湾で生まれたアレクサンダーは2歳の時にはメリーランド州シルバースプリングに移住。8歳の時にはネスレで働いていた父の転勤に伴い中国に渡り、北京での6年間（うち半年は香港で過ごした）でアレクサンダーは北京語が堪能になった。北京では1996年からインターナショナル学校に通い始めるが、ここではジョーよりも兄のジョンとジェレミーが先にバスケット選手として名を馳せ、2人は北京の高校バスケットボールMVPに輝いた初の外国人となった。
その後2002年に再びメリーランドに戻ったアレクサンダーはリンガノリ高校に進学。最終学年には14.8得点7.0リバウンドを記録し、さらにシーズン通算90ブロック、FG成功率58.0%は同校の新記録となった。しかし当時のアレクサンダーは地方校の名もないエースの一人に過ぎず、NCAAのデビジョンIIやデビジョンIIIの大学からは勧誘はあったものの、デビジョンIのエリート大学からの誘いは皆無だった。そこでアレクサンダーは奨学金を得るためにバージニア州のハーグレーブ陸軍士官学校に通うことを決心。士官学校ではサム・ヤングら後のカレッジスターとなる選手が在籍したため、出場時間は殆ど得られなかったが、2004-05シーズンの1シーズンだけ通った後に奨学金を得て、ウェストバージニア大学に進学することができた。

### 大学キャリア
念願のデビジョンI所属校に進学を果たしたものの、1年目は殆ど出場時間が得られず、10試合の出場で1.3得点の成績だった。しかし2年目の2006-07シーズンになるとようやくアレクサンダーの才能が認められ、全試合に先発出場を果たして10.3得点4.3リバウンドと大きく数字を伸ばすと、3年目の2007-08シーズンにはチームのエーススコアラーとなり、16.9得点6.4リバウンドを記録してビッグ・イースト・カンファレンスのオール1stチーム、AP通信選出のオールアメリカに選ばれた。士官学校時代のチームメイト、サム・ヤングが在籍するピッツバーグ大学との試合では32得点を記録し、ウェストバージニア大としては28年ぶりとなる2試合連続30得点以上を達成、NCAAトーナメントではSweet16まで勝ち上がった。
大学では3年間だけプレイし、2008年のNBAドラフトにアーリーエントリーした。

### NBAキャリア
ドラフトではミルウォーキー・バックスから全体8位指名を受けてNBA入りを果たした。2008-09シーズンは、52試合の出場で4.7得点1.9リバウンドとドラフト当初の期待に応える事ができなかった。翌2009-10シーズンは怪我の影響もありDリーグ落ちも経験。また、シーズン中にジョン・サーモンズとのトレードでハキム・ウォリックと共にシカゴ・ブルズに移籍となった。
シーズン後、ニューオーリンズ・ホーネッツへ移籍したが、2010-11シーズン序盤に解雇された。その後、NBADLのテキサス・レジェンズと契約した。
その後もイスラエルを中心に海外リーグやGリーグなどでプレー。

## プレイスタイル
白人選手としては珍しいバリバリのスラムダンカー。高い身体能力と長い腕、優れたシューティングタッチはミスマッチの発生を容易くする。ゲームに対する高い知識も持っており、ディフェンスに対する読みも深い。アウトサイドシュートに関しては向上の必要がある。ディフェンスではフェイクに引っかかり易く、また安易にファウルをもらおうとする所がある。
プレドラフトキャンプ時の身体データ
| ウイングスパン | ジャンプ力 | スプリント | ベンチプレス |
| -------------- | ---------- | ---------- | ------------ |
| 212cm          | 97.8cm     | 2.99秒     | 24回         |

※スプリントはコート3/4（約21m）走。ベンチプレスは約84kg。